# Иняк (приток Бири)
Иняк (в верхнем течении — Большой Иняк) — река в России, протекает по Мишкинскому району Башкортостана. Длина реки составляет 46 км, площадь водосборного бассейна 375 км².
Начинается к востоку от села Терекеево на западной окраине кленово-липового леса. Течёт в общем южном направлении через сёла Староатнагулово, Мавлютово, Татарбаево, Елышево, Нововаськино, Унур, Староакбулатово, Новоакбулатово. Устье реки находится в 67 км по правому берегу реки Бирь на высоте около 93-96 метров над уровнем моря между сёлами Яндыганово и Кочкильдино.
В среднем и нижнем течении правый берег занят лесным массивом. Ширина реки в низовьях — 12 метров, глубина — 2,5 метра.
Основной приток — Малый Иняк — впадает справа в 13 км от устья. Другие именованные притоки — Салтанкимелга (лв) и Сарсаз, оба — в верховьях.

## Данные водного реестра
По данным государственного водного реестра России относится к Камскому бассейновому округу, водохозяйственный участок реки — Белая от города Бирск и до устья, речной подбассейн реки — Белая. Речной бассейн реки — Кама.
Код объекта в государственном водном реестре — 10010201612111100025438.